# Старі Дороги (станція)
Старí Дорóги (біл. Стары́я Даро́гі) — проміжна залізнична станція Могильовського відділення Білоруської залізниці на неелектрифікованій лінії Осиповичі I — Барановичі-Поліські між зупинним пунктом Олександрівка (5 км) та Пасіка (8 км).
Розташована у місті Старі Дороги Стародорозького району Мінської області.

## Історія
Станція відкрита 1896 року за 2 км на захід від колишнього села Старі Дороги на вузькоколійній залізниці місцевого значення Осиповичі I — Старі Дороги, яка у 1915 року була подовжена до Слуцька. Основним призначенням вузькоколійної залізниці було перевезення лісозаготівель до станції Осиповичі I. З 1897 року в Старих Дорогах існують лісопильні та фанерні заводи. Навколо нової станції поступово утворилося нове поселення, що згодом перетворилося у сучасне місто Старі Дороги.

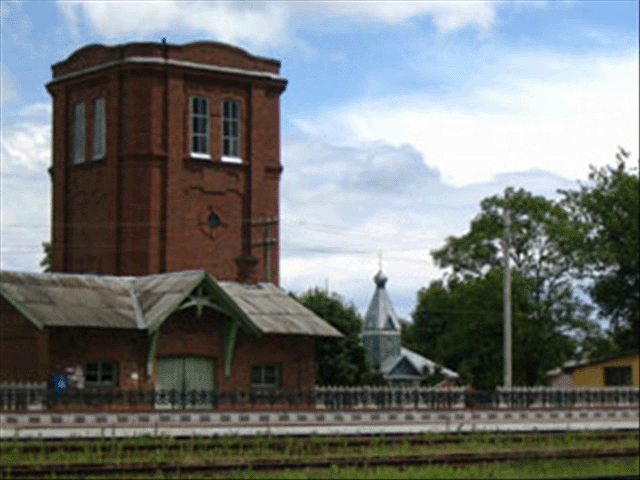
Водонапірна вежа

Біля залізничного вокзалу знаходиться водонапірна вежа, яка побудована у 1896 році і є найстарішою спорудою у місті Старі Дороги.

## Пасажирське сполучення
На станції Старі Дороги зупиняються поїзди регіональних ліній економкласу, що прямують до станцій Солігорськ, Осиповичі I та поїзд регіональних ліній бізнескласу № 879/880 сполученням Могильов — Солігорськ.